# Унгурени (Галац)
Унгурени (рум. Ungureni) насеље је у Румунији у округу Галац у општини Мунтени. Oпштина се налази на надморској висини од 46 m.

## Становништво
Према подацима из 2002. године у насељу је живело 1389 становника, од којих су сви румунске националности.